# 1971 na política

## Nascimentos
| Data           | Nome          | Profissão               | Nacionalidade  | Observações | Ref |
| -------------- | ------------- | ----------------------- | -------------- | ----------- | --- |
| 4 de fevereiro | Eric Garcetti | prefeito de Los Angeles | Estados Unidos |             |     |

## Mortes
| Data          | Nome              | Profissão                                  | Nacionalidade | Observações | Ref   |
| ------------- | ----------------- | ------------------------------------------ | ------------- | ----------- | ----- |
| 24 de julho   | Augusto de Castro | advogado, jornalista, diplomata e político | Portugal      | n. 1833     | [ 1 ] |
| 28 de outubro | Alessandro Molon  | deputado federal pelo RJ                   | Brasil        |             |       |